# Grafschaft Löwenstein

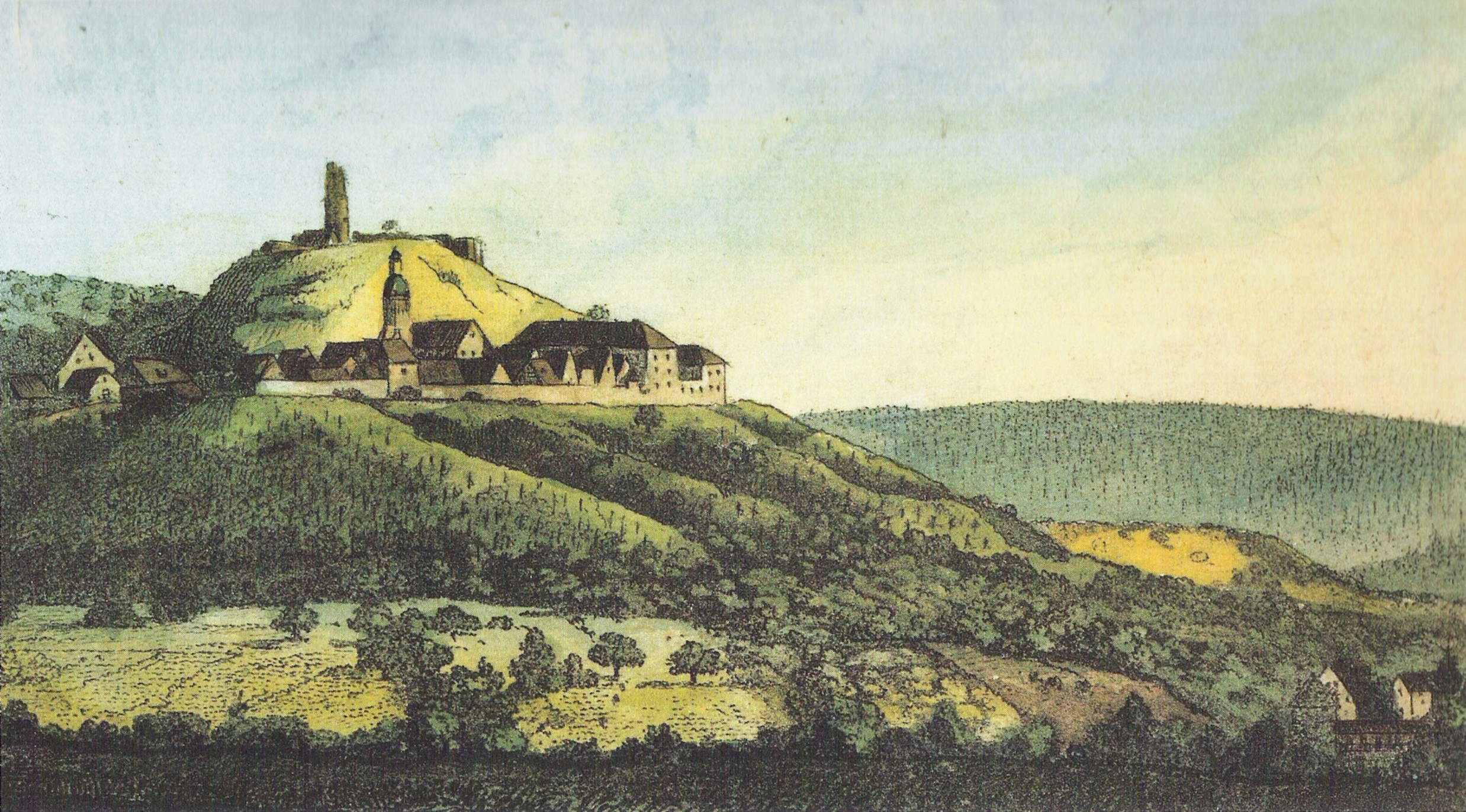
Die Stadt Löwenstein mit der Burgruine um 1820

Die Grafschaft Löwenstein war eine Grafschaft im Heiligen Römischen Reich, die vom 12. Jahrhundert bis zum Ende des Reiches 1806 bestand. Der Name der Grafschaft leitet sich von der Burg Löwenstein ab, unterhalb derer sich die gleichnamige Stadt Löwenstein (heute im Landkreis Heilbronn im Norden Baden-Württembergs) entwickelte. Die Grafen von Löwenstein kamen nacheinander aus drei verschiedenen adligen Familien, von denen die Familie Löwenstein-Wertheim, die zuletzt die Grafen stellte, nach wie vor existiert.
Die Grafschaft Löwenstein war ursprünglich eine reichsunmittelbare Grafschaft, wurde aber 1504 im Landshuter Erbfolgekrieg von Württemberg erobert. 1510 erhielten die Grafen von Löwenstein die Grafschaft von Württemberg zurück, aber nunmehr nicht mehr als reichsunmittelbare Grafschaft, sondern als württembergisches Lehen und Teil des Herzogtums Württemberg. Nachdem die Grafen durch Heirat in den Besitz der Grafschaft Wertheim gekommen waren und sie ihre Residenz dorthin verlegt hatten, verlor die Grafschaft Löwenstein für sie an Bedeutung. Bis 1806 behielt sie aber eine Sonderstellung innerhalb Württembergs.

## Geschichte

Stammwappen derer von Löwenstein

### Die Calwer Linie
Die Grafen von Löwenstein kamen zunächst aus der Familie der Grafen von Calw, die um Löwenstein (neben Calw und Sindelfingen) einen ihrer Besitzschwerpunkte hatten, der sich vermutlich bis an den Neckar erstreckte, wie die Erwerbung eines Herrenhofs in Lauffen durch den Grafen Adalbert II. (gest. vor 1099) zeigt. Adalbert III. († 1094) erwarb über seine Hochzeit mit Cunizza von Willsbach Besitz in und um Willsbach im Sulmtal und war im späten 11. Jahrhundert wohl auch der Gründer der oberhalb des Sulmtals gelegenen Burg Löwenstein. Sein Sohn Adalbert IV. von Calw (gest. nach 1146) nannte sich erstmals Graf von Löwenstein (comes de Lewinstein). Unter seinen Söhnen kam es zu einer Erbteilung: Adalbert V. setzte die Linie Calw fort, sein Bruder Berthold (geb. vor 1152; gest. 1167) erhielt die Grafschaft Löwenstein und begründete die Linie der (Calwer) Grafen von Löwenstein. Der letzte Graf aus dieser Dynastie war Gottfried III. von Löwenstein (geb. vor 1252; gest. unbekannt), der vermutlich keine Söhne hatte (bekannt sind zwei Töchter Richinza und Agnes). Gegen den Willen der Töchter verkauften Gottfried und seine Frau Sophie am 21. Oktober 1277 die Grafschaft an den Bischof von Würzburg.

### Die Habsburger
Aus Geldmangel verkaufte der Bischof am 15. August 1281 die Grafschaft Löwenstein an König Rudolf von Habsburg, der sie in ein Reichslehen umwandelte und seinem erstgeborenen, unehelichen Sohn Albrecht von Schenkenberg übergab, den er 1284 mit Luitgard von Bolanden verheiratete, wodurch er große Besitztümer am Rhein erwarb, wo er sich dann regelmäßig im Winter „wegen des milden Klimas“ aufhielt.. Neben der eigentlichen Grafschaft Löwenstein mit der Burg und Besitzungen im unterhalb gelegenen Sulmtal (darunter die Dörfer Affaltrach und Willsbach sowie Burgen mit löwensteinischen Dienstmannen in Eschenau und Weiler) gehörten zur Grafschaft im weiteren Sinne auch die Herrschaft Wolfsölden mit der gleichnamigen, heute verschwundenen Burg Wolfsölden westlich Backnangs, der Burg Hochdorf und den Dörfern Burgstall, Affalterbach, Erbstetten, Beihingen am Neckar und Großaspach sowie die Klostervogtei Murrhardt mit dem Kloster Murrhardt, dem Dorf Sulzbach mit Schloss Lautereck und vielen kleinen Weilern auf den Höhen an der oberen Murr; schließlich noch Streubesitz an der unteren Brettach (Langenbeutingen, Neudeck) und um Kornwestheim/Hoheneck. Rudolf verlieh Albrecht noch die reichen Zehnteinkünfte der gesamten Heilbronner Markung. Ab 1283 nannte sich Albrecht Graf von Löwenstein und übernahm auch das Wappen der alten Grafen von Calw-Löwenstein, den schreitenden Löwen auf einem Dreiberg. 1284 heiratete er Luitgard von Bolanden und erwarb dadurch große Besitztümer am Rhein, auf denen er sich seitdem regelmäßig im Winter aufhielt.
König Rudolf versuchte, die Macht einzelner Adelsgeschlechter im Südwesten des Reichs zu brechen. Ein dreijähriger Kampf Rudolfs mit den Grafen von Württemberg, deren Grafschaft an die Grafschaft Löwenstein angrenzte, endete 1287 mit einem Patt. Um die militärische Position Löwensteins zu verbessern, verlieh der persönlich anwesende Rudolf dem Ort unterhalb der Burg am 11. November 1287 die Stadtrechte, genauer gesagt die Rechte der nahe gelegenen Reichsstadt Weinsberg, was die Ummauerung Löwensteins erlaubte. Ungefähr zur gleichen Zeit wurde auch Murrhardt zur Stadt erhoben. 1288 erwarb Albrecht von Löwenstein noch die Stadt Bönnigheim, die Dörfer Cleebronn und Ramsbach (bei Zaberfeld, abgegangen) sowie die (im 16. Jahrhundert zerstörte) Burg Obermagenheim auf dem Cleebronner Michaelsberg. Nach dem Tod Rudolfs 1291 verlor Albrecht zeitweise Teile seiner Besitztümer, erhielt sie aber wieder zurück, als 1298 sein Halbbruder Albrecht König wurde. Als Albrecht von Löwenstein 1304 starb, war die Grafschaft Löwenstein ein bedeutender Machtfaktor im Südwesten des Reiches geworden.

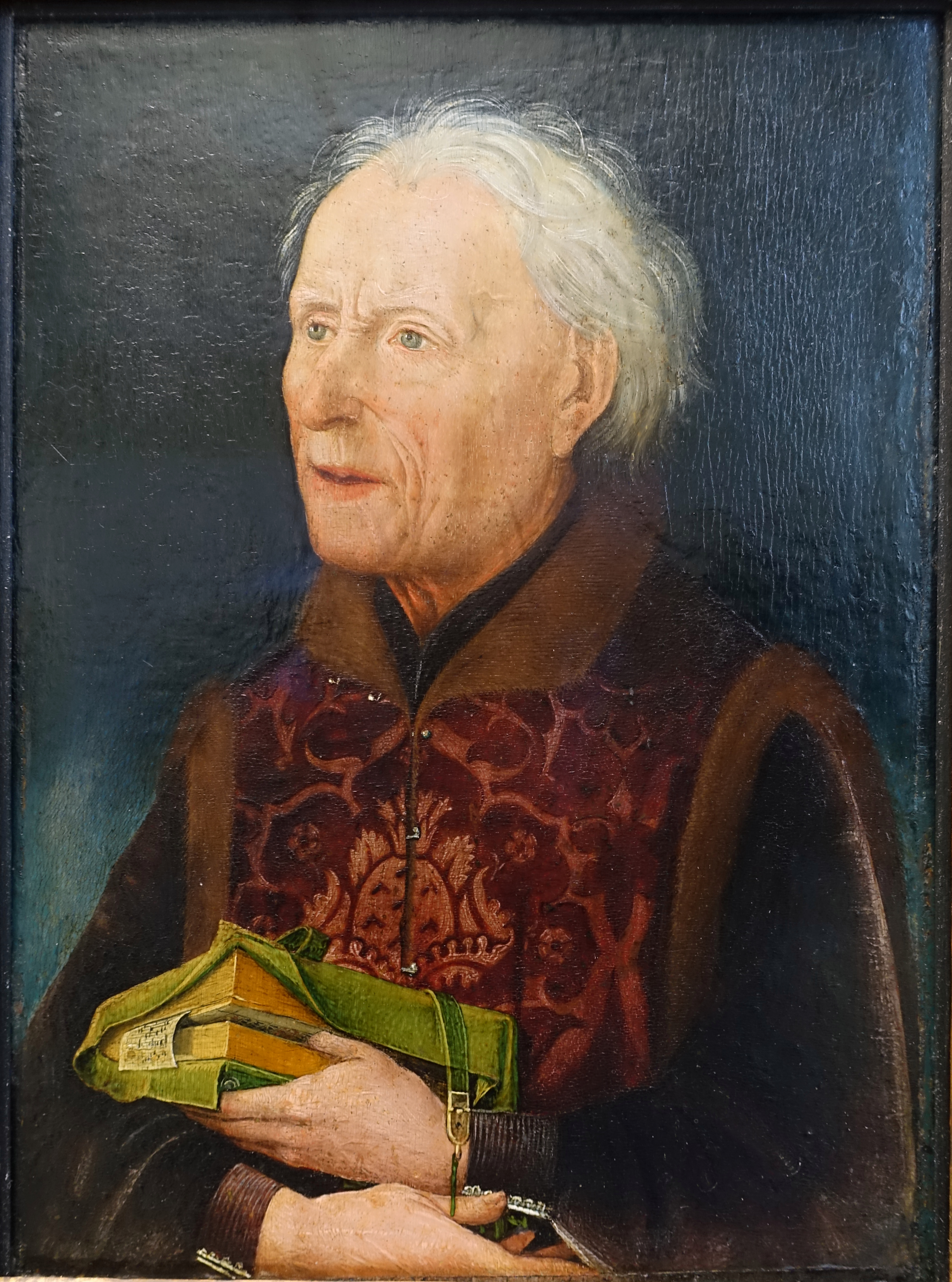
Hans Pleydenwurff: Georg von Löwenstein (um 1456)

Albrechts Nachfolger, zunächst seine Witwe Luitgard, später seine Söhne, konnten die Besitztümer und die Macht der Grafschaft nicht erhalten. Der rheinische Besitz wurde nach und nach verkauft, dafür kamen die Herrschaft Gleichen (mit Mainhardt und Pfedelbach, heute zu Pfedelbach) und Altböckingen hinzu. 1309/10 ging der größte Teil der Herrschaft Wolfsölden verloren, später auch Bönnigheim, Magenheim und Altböckingen. 1330/1364 konnte dafür in zwei Etappen die an Löwenstein angrenzende Herrschaft Heinriet erworben werden. 1375 brach die Grafschaft allerdings unter der Last von Schulden zusammen, weshalb sich Graf Albrecht II. eng an die Kurpfalz anlehnte und Ministeriale des Pfalzgrafen Ruprecht wurde. Nach Albrechts Tod wurde 1382 die Hälfte der Grafschaft an die Pfalz verpfändet, und nach der Schlacht bei Döffingen 1388 ging Murrhardt an Württemberg verloren. Da Gleichen und Mainhardt schon seit 1380 verpfändet waren, bestand die Grafschaft Löwenstein nun tatsächlich nur noch aus Burg und Stadt Löwenstein, den Dörfern im Sulmtal, Heinriet und Sulzbach. Der letzte Löwensteiner Graf der Habsburger Linie, Heinrich, lehnte sich an seine Nachbarn an und wurde württembergischer Rat. Da Heinrichs Ehe kinderlos blieb, sein jüngerer Bruder Johann-Rudolf jung gestorben und der ältere Bruder Georg Geistlicher geworden war, war ab etwa 1420 klar, dass das Grafengeschlecht aussterben würde. Mehrere Adelsgeschlechter, darunter die Herren von Weinsberg und die Hohenloher, machten sich Hoffnungen auf ihre Nachfolge, aber Heinrich verkaufte 1441 die Grafschaft Löwenstein an die Pfalz, die bereits die Hälfte besaß. Er behielt sich erhebliche Rechte vor, durfte alle Einkünfte weiter nutzen und erhielt zusätzlich von der Pfalz eine jährliche Rente. Nach dem Tod Heinrichs 1443 nahm dessen älterer Bruder Georg, Domherr in Bamberg, diese Herrschaftsrechte weiter wahr. Erst als er hochbetagt am 10. August 1464 starb, war Löwenstein endgültig pfälzisch.

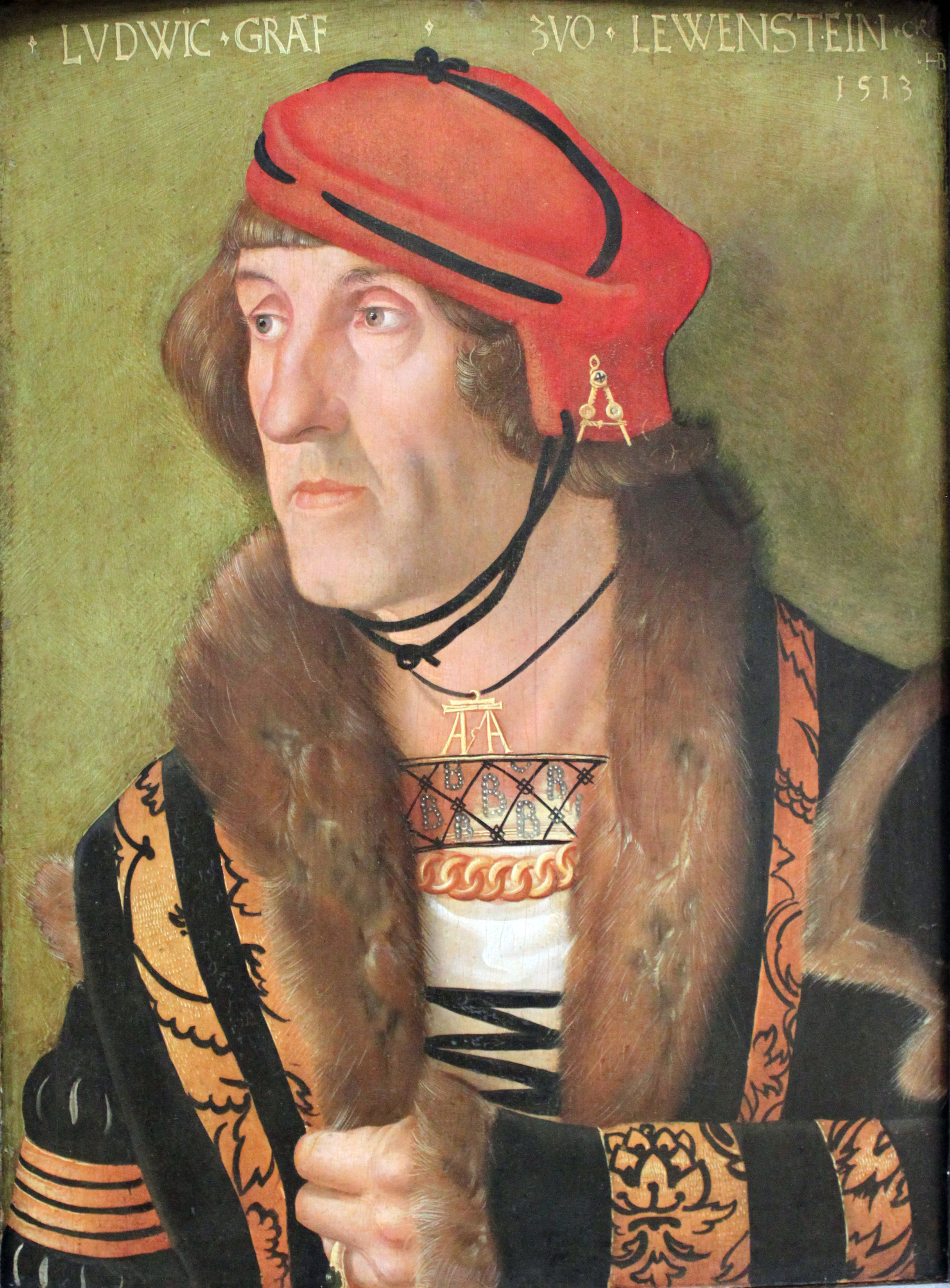
Hans Baldung: Ludwig I. von Löwenstein (1513)

### Die Pfalzgrafen
Die Pfalzgrafen vergrößerten die Grafschaft durch den Kauf von Schmidhausen mitsamt seinen Weilern im Schmidbachtal wie Gagernberg, Jettenbach und Kaisersbach. 1488 verlieh Kurfürst Philipp der Aufrichtige seinem nicht erbberechtigten Vetter und Adoptivbruder Ludwig, der aus der morganatischen Ehe Friedrichs des Siegreichen mit der Augsburger Bürgertochter Clara Tott hervorgegangen war, die Grafschaft Löwenstein. Zu seiner Versorgung hatte Ludwig bereits 1476 die Herrschaft Scharfeneck in der Pfalz erhalten und nannte sich daher Ludwig von Scharfeneck. 1490 erwarb Ludwig das unweit Löwensteins gelegene Abstatt und Burg Wildeck hinzu, und 1494 verlieh König Maximilian Ludwig Rang und Wappen eines Grafen von Löwenstein und erhob ihn in den Reichsgrafenstand. Schon 1504 fiel Ludwig im Landshuter Erbfolgekrieg dem Machtkampf zwischen Kurpfalz und Württemberg zum Opfer, die Grafschaft Löwenstein wurde von Württemberg erobert und annektiert. Zwar erhielt er 1510 die Grafschaft von Württemberg zurück, aber nunmehr nicht mehr als reichsunmittelbare Grafschaft, sondern als württembergisches Lehen und Teil des Herzogtums Württemberg. 1521 erschienen die Löwensteiner zum letzten Mal in der Reichsmatrikel unter den schwäbischen Kreisständen.
Eine Erbteilung führte 1552 zur Abspaltung der Seitenlinie Löwenstein-Scharfeneck, der neben der namengebenden Herrschaft Scharfeneck noch die Herrschaft Habitzheim (im Odenwald) sowie das Amt Abstatt gehörten. 1574 kam Ludwigs Enkel Ludwig III., der 1566 eine Tochter des Grafen Ludwig zu Stolberg geheiratet hatte, über diese Ehe in den Besitz der reichsunmittelbaren Grafschaft Wertheim, weshalb die Grafen sich seitdem Grafen (später Fürsten) von Löwenstein-Wertheim nannten und ihre Residenz in die – in einiger Entfernung von Löwenstein gelegene – Stadt Wertheim verlegten. Die Grafschaft Löwenstein verlor für die Grafen von Löwenstein-Wertheim in der Folge an Bedeutung. Nach der Teilung der Familie in zwei Linien verschiedener Konfession ab 1621 kam die Grafschaft Löwenstein in den Besitz der evangelischen Linie Löwenstein-Wertheim-Virneburg (später Löwenstein-Wertheim-Freudenberg), für die sie – neben der Grafschaft Wertheim – eine der wichtigsten Einnahmequellen war. Die Besitztümer der 1633 ausgestorbenen Seitenlinie Scharfeneck, einschließlich Abstatt, kamen hingegen an die katholische Linie Löwenstein-Wertheim-Rochefort (später Löwenstein-Wertheim-Rosenberg). Die Mediatisierung aufgrund des Reichsdeputationshauptschlusses brachte 1806 schließlich das Ende der Grafschaft Löwenstein, die ebenso wie das Amt Abstatt an das Königreich Württemberg fiel, wenngleich den Löwenstein-Wertheimer Grafen als Standesherren noch für einige Jahrzehnte Sonderrechte erhalten blieben.